# سميق
السَمِيق هو عمود معدني على شكل حرف U (أو إطار خشبي أكبر) يُطَوِّق عنق الثور.
يستخدم مصطلح "سميقيّ" على نطاق واسع للإشارة إلى التعرج على شكل حرف U في النهر، والذي ينقطع أحياناً عن المسار الحديث للنهر الذي يشكله، مما يؤدي إلى إنشاء بحيرة سميقية.